# Patrick Bianco
Patrick Bianco (* 21. Oktober 1977 in Zürich) ist ein Schweizer Jazzmusiker (Altsaxophon, Bandleader).

## Leben und Wirken
Bianco absolvierte seine musikalische Grundausbildung im Verein Jugendmusik Zürich 11 und spielte dann als Saxophonist in der Harmonie Oerlikon-Seebach Klassik. Er wechselte dann in die North Big Band, mit der er Solistenpreise gewann. Daneben erlernte er den Beruf Informatik-Anwendungsentwickler.
Nach einigen internationalen Masterclass-Workshops studierte er bis 2015 Musik an der Hochschule der Künste Bern. Er leitet die Gruppen Cannonsoul, die sich der Musik von Cannonball Adderley widmet, und Al Bone. Daneben ist er als Lead-Alto in der Swiss Jazzschool Big Band unter Bert Joris, sowie gelegentlich im Swiss Jazz Orchestra (Leitung George Robert), in der Swiss Army Gala- und Big Band unter der Leitung von Pepe Lienhard und in der Pop- und Galaband Santandrea tätig. Er ist auch auf Alben von Pepe Lienhard, Quincy Jones, Robi Weber, Sandy Patton und Nicole Herzog zu hören.

## Preise und Auszeichnungen
Sein Quartett Al Bone hat beim Montreux Jazz Festival 2004 den zweiten Preis des Chrysler Jazz Award gewonnen. Mit seiner Band Cannonsoul errang er 2016 den Swiss Jazz Award.

## Diskographische Hinweise
- Patrick Bianco's Cannonsoul Remembering Cannonball Adderley: Featuring Andy McKee (Unit Records 2015; mit Peter Tuscher, Renato Chicco, Bernd Reiter)
- Remembering Cannonball Adderley. Live at BIX Jazzclub Stuttgart (2011, mit Peter Tuscher, Claus Raible, Giorgos Antoniou, Bernd Reiter)[1]
- Al Bone Tai's Tune (2004)